# Ikrás kőkorall
Az ikrás kőkorall (Euphyllia glabrescens) a virágállatok (Anthozoa) osztályának kőkorallok (Scleractinia) rendjébe, ezen belül az Euphylliidae családjába tartozó faj.
Nemének a típusfaja.

## Előfordulása
Az ikrás kőkorall előfordulási területe a Vörös-tengertől az indiai-óceáni Mauritiusig, Seychelle-szigetekig és Brit Indiai-óceáni Területig tart. A Csendes-óceán nyugati felén is vannak állományai.
A városi akváriumokban is látható.

## Megjelenése
A kolóniákat alkotó polipok szöveteiben apró algák élnek. A kolónia elérheti az 1 méteres átmérőt is. Az élőlény szürkéskék vagy szürkészöld színű; a karok vége példánytól függően krém, zöld vagy fehér is lehet. A polipkar mérete 30 milliméteres.

## Életmódja
Sokféle terepen képes megélni. Az élőhelyein nem gyakori, azonban könnyen kivehető. A Xarifia angusta és Xarifia gracilipes nevű evezőlábú rákok eme korall élősködői.

## Képek

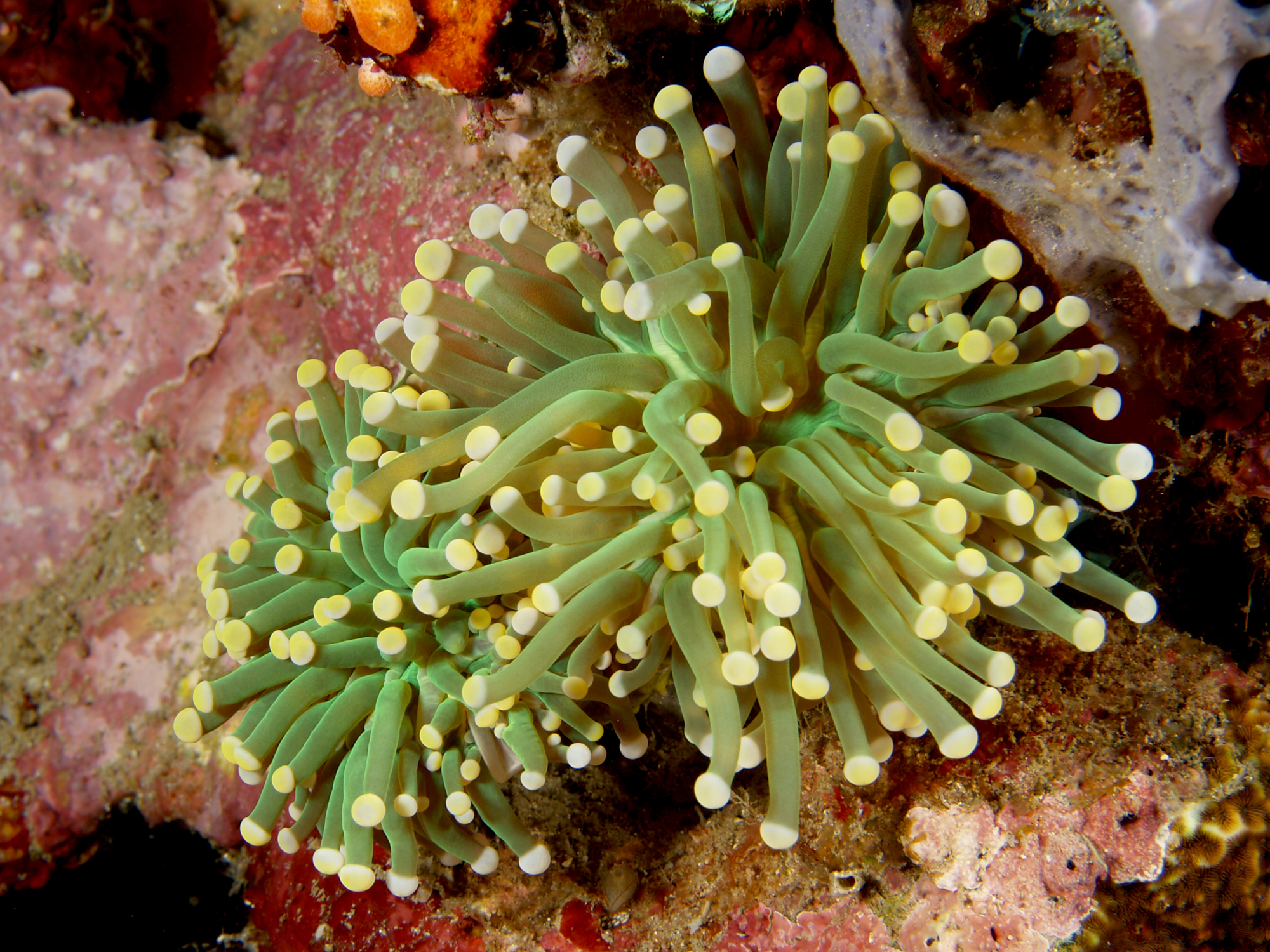
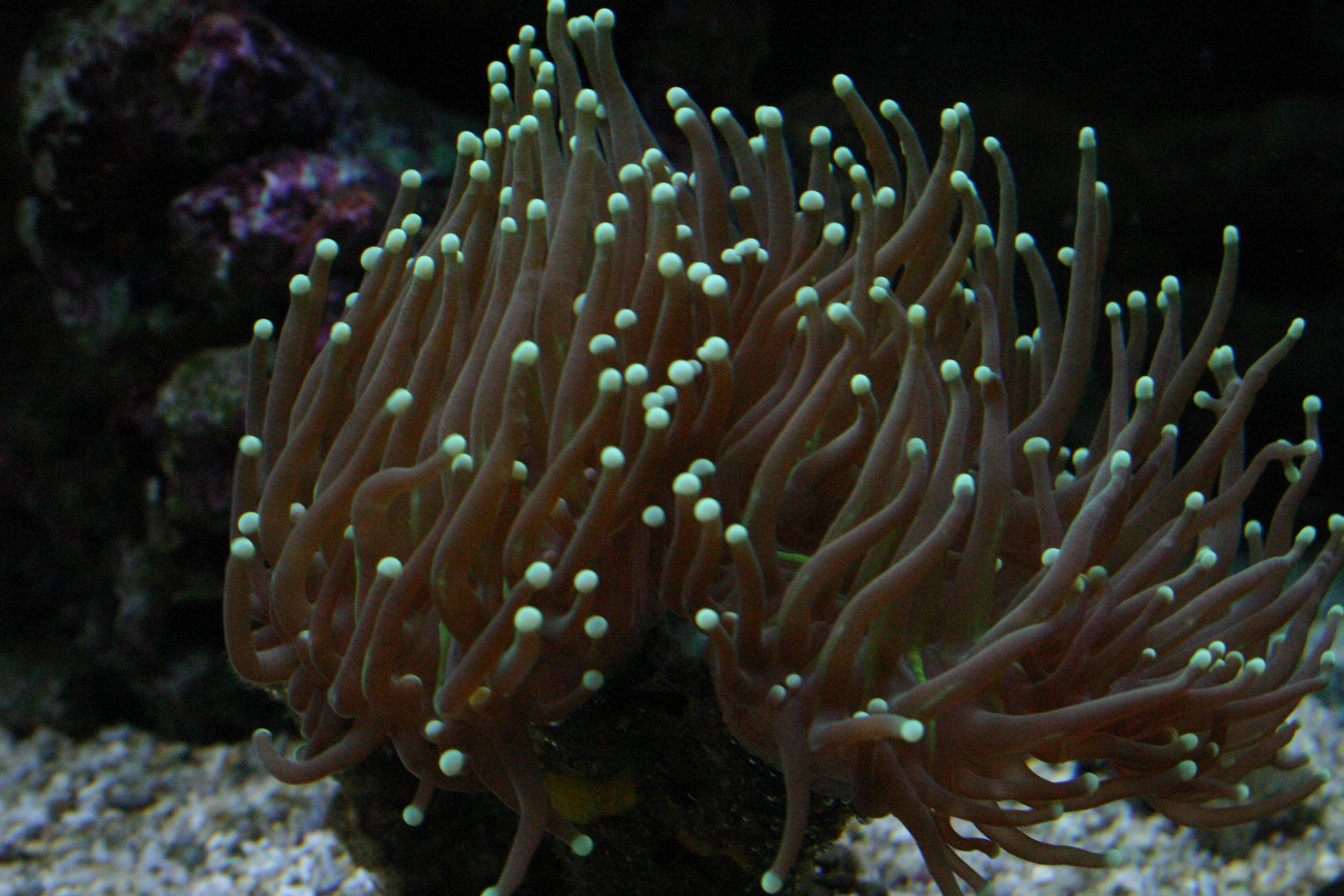
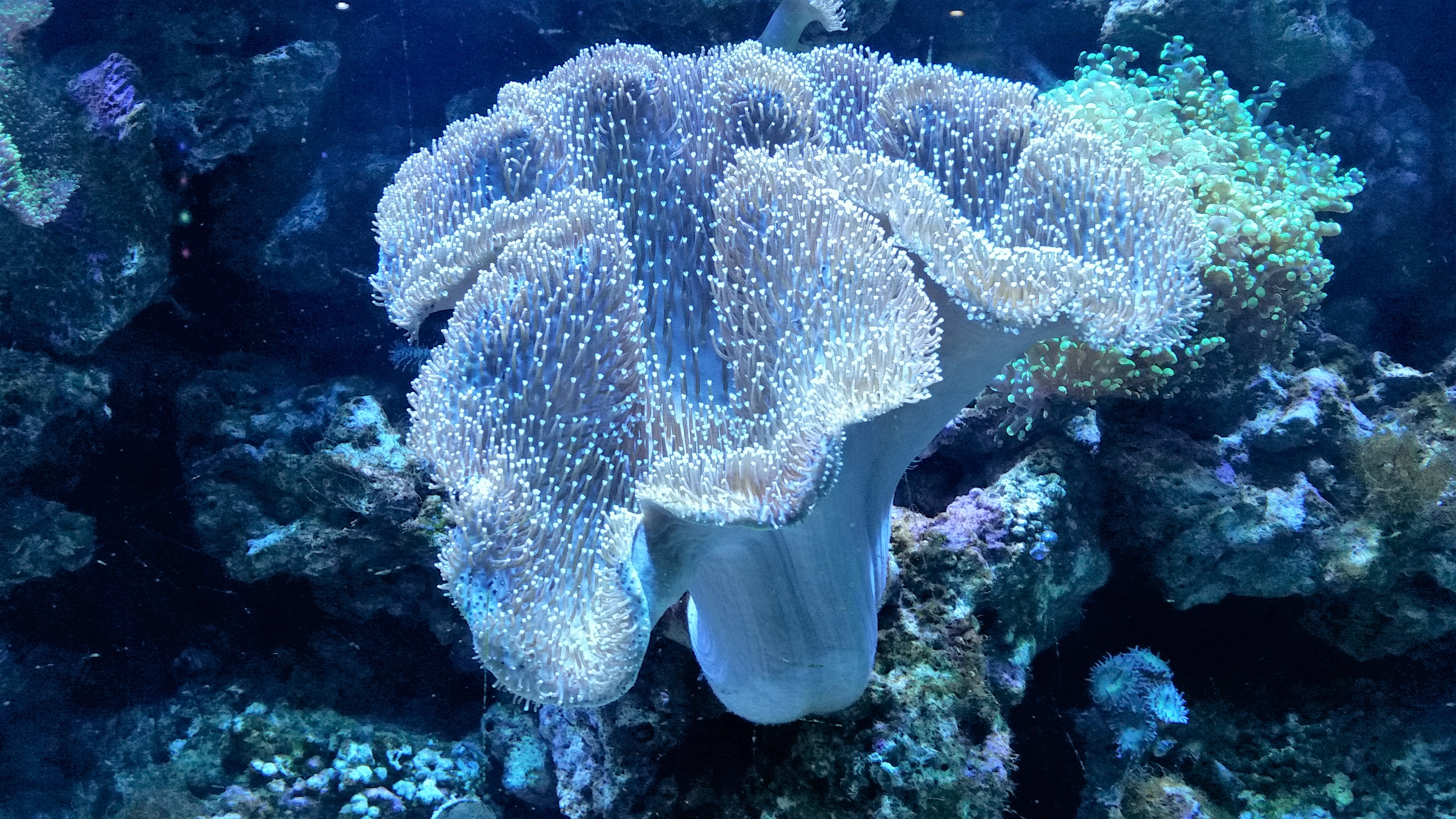
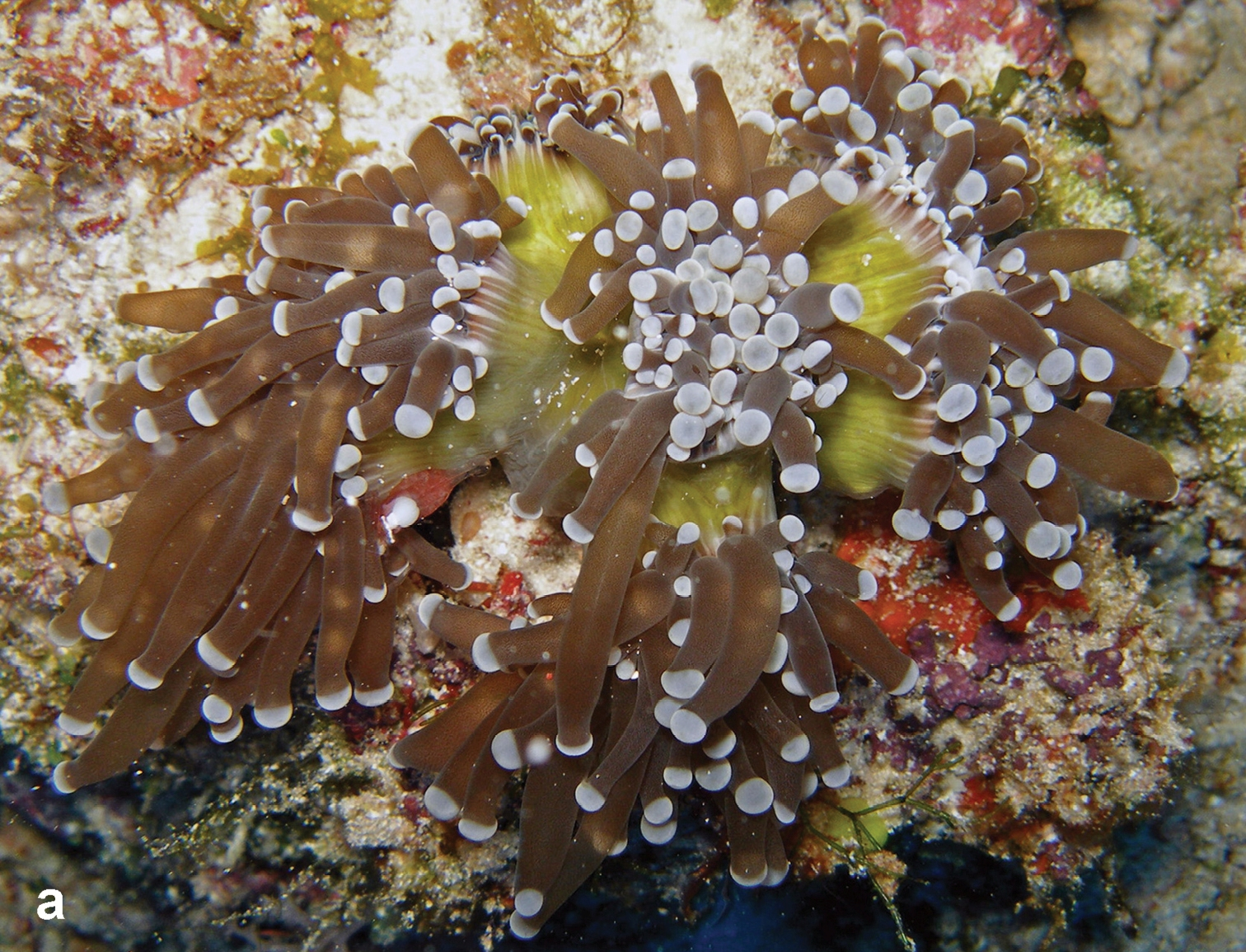